# Обецаново (Мазовецьке воєводство)
Обецаново (пол. Obiecanowo) — село в Польщі, у гміні Карнево Маковського повіту Мазовецького воєводства.
Населення — 169 осіб (2011).
У 1975-1998 роках село належало до Цехановського воєводства.

## Демографія
Демографічна структура станом на 31 березня 2011 року:
|          | Загалом | Допрацездатний вік | Працездатний вік | Постпрацездатний вік |
| -------- | ------- | ------------------ | ---------------- | -------------------- |
| Чоловіки | 83      | 15                 | 61               | 7                    |
| Жінки    | 86      | 21                 | 47               | 18                   |
| Разом    | 169     | 36                 | 108              | 25                   |